# 第四次南昌戰鬥 (北洋政府時期)
南昌戰鬥發生於1926年9月19日－9月25日，地點則是在中國贛北一帶，是國民革命軍北伐戰爭的戰鬥之一。南昌戰鬥的交戰雙方，一方為國民革命軍，另一方為蘇四師。

## 參看
- 中華民國北洋政府時期內戰戰鬥列表